# Caramel et Romulus
Caramel et Romulus est une série de bande dessinée franco-belge humoristique de Sirius parue dans le journal Spirou entre 1943 et 1946. Elle raconte les aventures du jeune Caramel, de son cousin Pile et du méchant génie de la bouteille, Abou Baba, dans un pays imaginaire, poursuivis par le détective Romulus qui les prend pour des bandits en fuite.